# タクシャカ

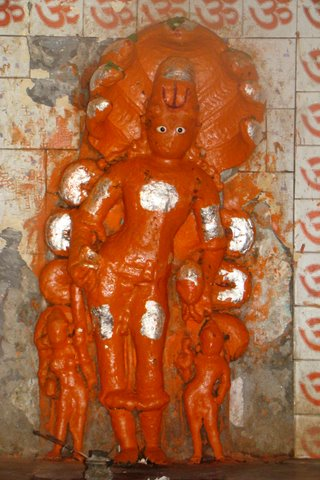
タクシャカの像

タクシャカ (サンスクリット: तक्षक Takṣaka) は、インド神話に登場する蛇の王（ナーガラージャ）。カシュヤパ仙とカドゥルーの間に生まれた1000のナーガの1人。ナーガ族の中でも特に狡猾とされる。インドラ神の友人。英雄アルジュナの孫であるパリクシット王を咬み殺した。のちに仏教に取り入れられて八大竜王の一つとなり、漢語化されて徳叉迦となった。

## 概要
あるときパリクシット王はシャミーカ仙に礼を失した行為をしたために、その息子シュリンギンによって7日以内に蛇王タクシャカによって咬まれて死ぬという呪いをかけられた。これを知ったパリクシット王はタクシャカが近づけないように海に巨大な柱を立て、その上に宮殿を建て、厳重に警備して住んだ。また蛇の毒の専門の医者である聖仙を呼んだ。タクシャカは宮殿に向かう途中の聖者と競って、自分の毒が聖者に劣ることを知ると、王以上の謝礼を約束して帰ってもらった。さらにタクシャカは仲間のナーガを呼んで聖者に化けさせ、王に果物を献上させ、自分は昆虫に化けてその果物の中に潜んだ。王が献上された果物を切ったとき、果実から這い出て蛇の姿に戻り、王の首筋に咬みついて殺した。
パリクシット王の息子ジャナメージャヤは、父を葬るとナーガ族への復讐を開始した。彼は聖仙たちを集め、蛇を犠牲に捧げるサルパサトラという供犠を行わせた。この祭火によってナーガ族のほとんどが滅んだが、タクシャカは1人インドラ神の宮殿に逃げ込んだ。炎がインドラ神に迫ったとき、神々はマナサー女神に助けを求め、マナサーは息子アースティーカに命じて仲裁させたため、ナーガ族は滅亡を逃れたという。
タクシャカはまた、パウシャ王の王妃が大切にしている1対のイヤリングを盗もうとしたことがあったが、これには失敗している。